# هرقلية ألبية
هرقلية ألبية أو هرقلية سفندوليونية نويع ألبي أو سفندوليون نويع ألبي (الاسم العلمي المرادف:Heracleum alpinum) (الاسم العلمي:Heracleum sphondylium subsp. alpinum) هي نويع نباتي يتبع جنس الهرقلية من الفصيلة الخيمية.
سمي هذا النويع من النبات نسبةً إلى جبال الألب.